# 코리아 오픈 (테니스)
코리아 오픈 테니스 대회(Korea Open Tennis Championship)는 매년 대한민국 서울에서 개최되는 여자 프로 테니스 대회이다. 2004년에 창설 된 이후 2008년까지 티어IV 대회에 속했으며 WTA 대회가 개편 된 2009년 이후에는 인터내셔널 대회로 분류된다. 대회 장소는 서울 올림픽 공원 테니스 코트이며 실외 하드 코트에서 진행된다.
한솔제지는 2004년부터 대회 개최권을 보유하고 있었으나 2015년 홍콩의 스포츠 매니지먼트사 APG에 매각하였다. 이후 한국에서 대회가 개최되는 것이 불투명했으나 기존 대회 주관사인 JSM이 APG로부터 5년간 개최권을 임대하면서 2020년까지 대회가 이어지게 되었다.

## 역사
대한테니스협회는 2003년 한솔그룹의 조동길 회장이 협회장에 취임한 이후 한국 테니스의 중장기적 발전을 위한 사업으로 투어급 대회 유치를 추진하였다. 협회는 2004년 4월에 WTA로부터 투어 대회 유치를 공식 승인을 받아 같은 해에 사상 처음으로 한국에서 WTA 투어 대회를 개최하였다. 한솔그룹의 주요 계열사인 한솔제지는 2004년부터 2011년까지 8년간 메인 스폰서로 대회를 후원하였다. 2012년과 2013년에는 한국산업은행의 후원으로 상금이 $500,000로 증액되어 인터내셔널급 대회에서 선전 오픈, 광저우 오픈 등과 함께 가장 높은 상금으로 대회가 치러지기도 했다. 2014년에는 기아자동차가 후원하였지만 단발성에 그쳤고 2015년과 2016년 대회는 타이틀 스폰서 없이 진행되었다. 한솔그룹이 마지막으로 메인 스폰서로 참가했던 2015년과 달리 2016년에는 메인 스폰서 없이 국고 지원으로 대회가 진행되었으며 총상금이 $500,000에서 $250,000로 줄어들기도 하였다. 2017년에는 KEB 하나은행과 인천국제공항이 타이틀 스폰서로 참가하였다.
2024년 대회부터 WTA500시리즈로 격상되었다.
| 연도 | 대회명                                        | 타이틀 스폰서              | 대회 분류  | 상금     |
| ---- | --------------------------------------------- | -------------------------- | ---------- | -------- |
| 2004 | 한솔 코리아 오픈 테니스 대회                  | 한솔제지                   | 티어IV     | $140,000 |
| 2005 | 한솔 코리아 오픈 테니스 대회                  | 한솔제지                   | 티어IV     | $140,000 |
| 2006 | 한솔 코리아 오픈 테니스 대회                  | 한솔제지                   | 티어IV     | $145,000 |
| 2007 | 한솔 코리아 오픈 테니스 대회                  | 한솔제지                   | 티어IV     | $145,000 |
| 2008 | 한솔 코리아 오픈 테니스 대회                  | 한솔제지                   | 티어IV     | $145,000 |
| 2009 | 한솔 코리아 오픈 테니스 대회                  | 한솔제지                   | 인터내셔널 | $220,000 |
| 2010 | 한솔 코리아 오픈 테니스 대회                  | 한솔제지                   | 인터내셔널 | $220,000 |
| 2011 | 한솔 코리아 오픈 테니스 대회                  | 한솔제지                   | 인터내셔널 | $220,000 |
| 2012 | KDB 코리아 오픈 테니스 대회                   | 한국산업은행               | 인터내셔널 | $500,000 |
| 2013 | KDB 코리아 오픈 테니스 대회                   | 한국산업은행               | 인터내셔널 | $500,000 |
| 2014 | 기아자동차 코리아 오픈 여자 테니스 대회       | 기아자동차                 | 인터내셔널 | $500,000 |
| 2015 | 코리아 오픈 테니스 대회                       | -                          | 인터내셔널 | $500,000 |
| 2016 | 코리아 오픈 테니스 대회                       | -                          | 인터내셔널 | $250,000 |
| 2017 | KEB 하나은행·인천공항 코리아 오픈 테니스 대회 | KEB 하나은행, 인천국제공항 | 인터내셔널 | $250,000 |
| 2018 | KEB 하나은행 코리아 오픈 테니스 대회          | KEB 하나은행               | 인터내셔널 | $250,000 |
| 2019 | KEB 하나은행 코리아 오픈 테니스 대회          | KEB 하나은행               | 인터내셔널 | $250,000 |
| 2022 | ATP 250 코리아 오픈 테니스 대회               | KEB 하나은행               |            |          |
| 2024 | ATP 500 코리아 오픈 테니스 대회               | KEB 하나은행               |            | $922,573 |

## 역대 결승 결과

### 단식
| 연도                                               | 우승                          | 준우승                    | 스코어             |
| -------------------------------------------------- | ----------------------------- | ------------------------- | ------------------ |
| 2004                                               | 마리아 샤라포바               | 마르타 도마호프스카       | 6–1, 6–1           |
| 2005                                               | 니콜 바이디쇼바               | 옐레나 얀코비치           | 7–5, 6–3           |
| 2006                                               | 엘레니 다닐리두               | 스기야마 아이             | 6–3, 2–6, 7–6(7–3) |
| 2007                                               | 비너스 윌리엄스               | 마리아 키릴렌코           | 6–3, 1–6, 6–4      |
| 2008                                               | 마리아 키릴렌코               | 서맨사 스토서             | 2–6, 6–1, 6–4      |
| 2009                                               | 다테 기미코                   | 아나벨 메디나 가리게스    | 6–3, 6–3           |
| 2010                                               | 알리사 클레이바노바           | 클라라 자코팔로바         | 6–1, 6–3           |
| 2011                                               | 마리아 호세 마르티네즈 산체스 | 갈리나 보스코보에바       | 7–6(7–0), 7–6(7–2) |
| 2012                                               | 캐럴라인 보즈니아키           | 카이아 카네피             | 6–1, 6–0           |
| 2013                                               | 아그니에슈카 라드반스카       | 아나스타시아 파블류첸코바 | 6-7(6-8), 6-3, 6-4 |
| 2014                                               | 카롤리나 플리스코바           | 바바라 레프첸코           | 6–3, 6–7(5–7), 6–2 |
| 2015                                               | 이리나-카멜리아 베구          | 알리악산드라 사스노비치   | 6–3, 6–1           |
| 2016                                               | 라라 아루아바레나             | 모니카 니쿨레스쿠         | 6-0, 2-6, 6-0      |
| 2017                                               | 옐레나 오스타펜코             | 베아트리스 하디드 마이아  | 6–7(5-7), 6–1, 6–4 |
| 2018                                               | 키키 베르텐스                 | 아일라 톰야노비치         | 7–6(7-2), 4–6, 6–2 |
| 2019                                               | 카롤리나 무호바               | 마그다 리네               | 6-1, 6-1           |
| 2020년 코로나바이러스 팬데믹 때문에 열리지 못했다. |                               |                           |                    |
| ↓ WTA 125 챔피언쉽 ↓                               |                               |                           |                    |
| 2021                                               | 주린                          | 크리스티나 믈라데노비치   | 6–0, 6–4           |
| ↓ WTA 250 챔피언쉽 ↓                               |                               |                           |                    |
| 2022                                               | 옐레나 오스타펜코             | 에카테리나 알렉산드로바   | 6-7(4-7), 0-6      |
| 2023                                               | 제시카 페굴라                 | 유안 유에                 | 6-2, 6-3           |
| ↓ WTA 500 챔피언쉽 ↓                               |                               |                           |                    |

### 복식
| 연도                                                    | 우승                                       | 준우승                                    | 스코어                |
| ------------------------------------------------------- | ------------------------------------------ | ----------------------------------------- | --------------------- |
| 2004                                                    | 전미라 조윤정                              | 좡자룽 셰수웨이                           | 6–3, 1–6, 7–5         |
| 2005                                                    | 잔융란 좡자룽                              | 질 크레이바스 나탈리 그란딘               | 6–2, 6–4              |
| 2006                                                    | 비르히니아 루아노 파스쿠알 파올라 수아레스 | 좡자룽 마리아나 디아스 올리바             | 6–2, 6–3              |
| 2007                                                    | 좡자룽 (2) 셰수웨이                        | 엘레니 다닐리두 야스민 뵈어               | 6–2, 6–2              |
| 2008                                                    | 좡자룽 (3) 셰수웨이 (2)                    | 베라 두세비나 마리아 키릴렌코             | 6–3, 6–0              |
| 2009                                                    | 잔융란 (2) 애비게일 스피어스               | 칼리 걸릭슨 니콜 크리즈                   | 6–3, 6–4              |
| 2010                                                    | 율리아 괴르게스 폴로나 헤르코그            | 나탈리 그란딘 블라디미라 울리르조바       | 6–3, 6–4              |
| 2011                                                    | 나탈리 그란딘 블라디미라 울리르조바        | 베라 두세비나 갈리나 보스코보에바         | 7–6(7–5), 6-4         |
| 2012                                                    | 라쿠엘 콥스-존스 애비게일 스피어스 (2)     | 악굴 아만무라도바 바니아 킹               | 2–6, 6–2, [10–8]      |
| 2013                                                    | 찬친 웨이 쑤이판                           | 라쿠엘 콥스-존스 애비게일 스피어스        | 7-5, 6-3              |
| 2014                                                    | 라라 아루아바레나 이리나-카멜리아 베구     | 모나 바르텔 맨디 미넬라                   | 6–3, 6–3              |
| 2015                                                    | 라라 아루아바레나 (2) 안드레아 클레파치    | 키키 베르텐스 요한나 라르손               | 2–6, 6–3, [10–6]      |
| 2016                                                    | 키르스턴 플립컨스 요한나 라르손            | 아키코 오마에 핑타른 플리푸에치           | 6-2, 6-3              |
| 2017                                                    | 키키 베르텐스 요한나 라르손 (2)            | 루크시카 쿰쿰 핑타른 플리푸에치           | 6-4, 6-1              |
| 2018                                                    | 최지희 한나래                              | 셰수잉 셰수웨이                           | 6-3, 6-2              |
| 2019                                                    | 라라 아루아바레나 (3) 타티아나 마리아      | 해일리 카터 루이사 스테파니               | 7–6(9–7), 3–6, [10–7] |
| 2020년 대회는 코로나19 범유행으로 인하여 열리지 못했다. |                                            |                                           |                       |
| ↓ WTA 125 챔피언쉽 ↓                                    |                                            |                                           |                       |
| 2021                                                    | 최지희 한나래                              | 발렌티니 그라마티코풀루 레카루카 야니     | 6–4, 6–4              |
| ↓ WTA 250 챔피언쉽 ↓                                    |                                            |                                           |                       |
| 2022                                                    | 에이샤 무하마드 사브리나 산타마리아        | 크리스티나 믈라데노비치 야니나 위크마이어 | 6-3, 6-2              |
| 2023                                                    | 마리 보즈코바 베타니 마텍 샌즈             | 루크시카 쿰쿰 핑타른 플리푸에치           | 6-2, 6-1              |
| ↓ WTA 500 챔피언쉽 ↓                                    |                                            |                                           |                       |

## 같이 보기
- 여자 테니스 협회
- KAL컵 코리아 오픈
- 부산 오픈 국제 남자 챌린저 테니스 대회
- 삼성증권배 국제 남녀 챌린저 테니스 대회